# Червена Вода
Черве́на Вода́ (болг. Червена вода) — село в Русенській області Болгарії. Входить до складу общини Русе.

## Населення
За даними перепису населення 2011 року у селі проживали 1433 особи.
Національний склад населення села:
| Національність   | Кількість осіб | Відсоток |
| ---------------- | -------------- | -------- |
| болгари          | 1287           | 94,8%    |
| турки            | 57             | 4,2%     |
| цигани           | 0              | 0%       |
| інша             | 10             | 0,7%     |
| не визначились   | 3              | 0,2%     |
| Всього відповіли | 1357           |          |

Розподіл населення за віком у 2011 році:
Динаміка населення: